# 東光寺 (郡山市)
東光寺（とうこうじ）は、福島県郡山市湖南町中野に所在する真言宗豊山派の寺院。木造阿弥陀如来坐像としては東北最大の「中地大仏」で知られる。

## 概要
1053年（天喜元年）、会津地方に攻め込んだ源義家が神仏の加護への感謝や、戦死者の供養のため、中地村の山中に堂を建てて仏像を安置したのが始まりと伝わる。
安置された「中地大仏」が福島県指定有形文化財に、また、境内にある直径約280cmの「大仏のケヤキ」が福島県指定天然記念物、「中地大仏境内の大ケヤキと大エノキ」が郡山市指定天然記念物に指定されている。

## 中地大仏

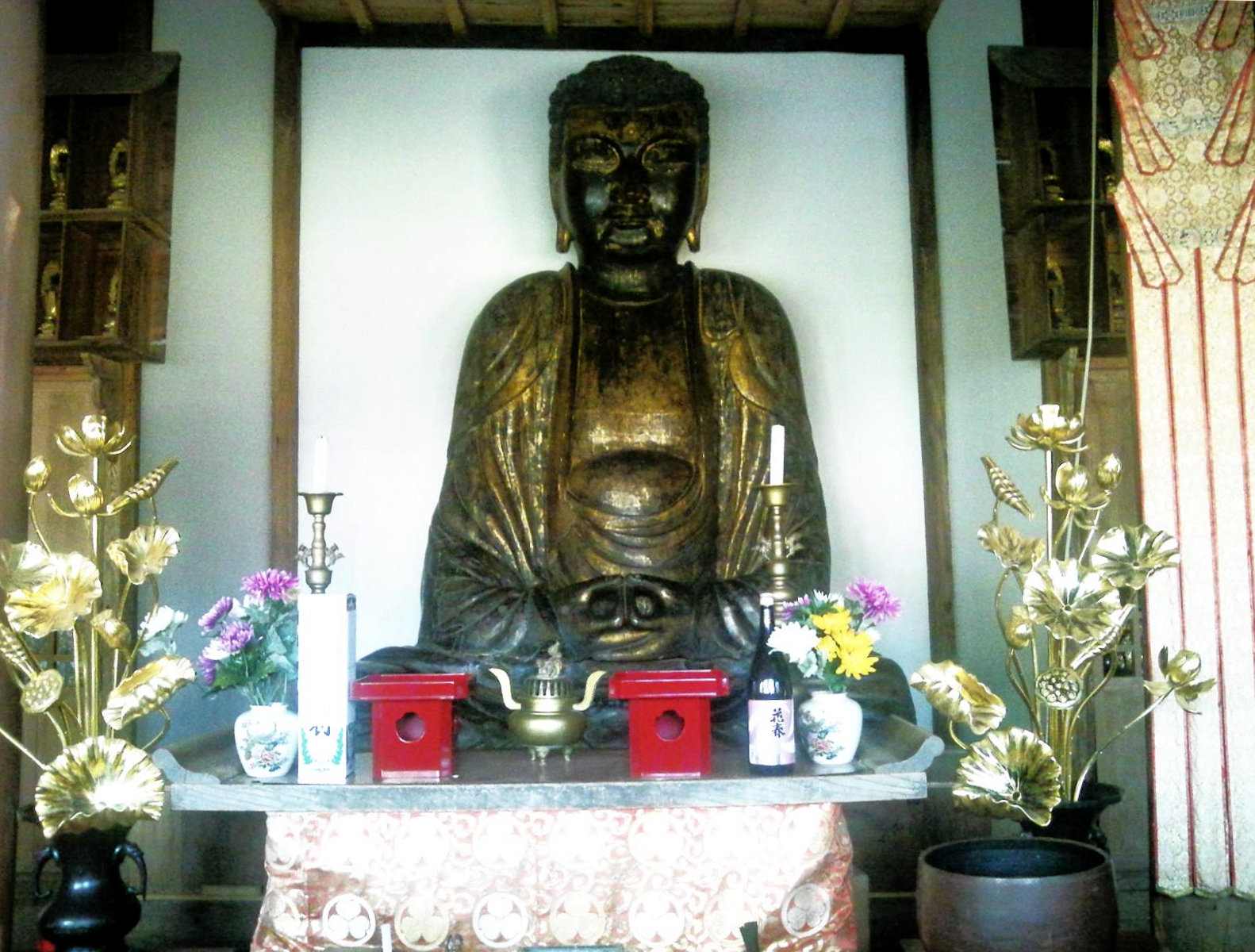
中地大仏

東光寺に安置された高さ約3m、寄木造り、漆箔仕上げの阿弥陀如来像で、東北地方最大の坐像といわれる。
源義家が三森峠から会津地方に攻め込んだ際の神仏の加護への感謝のため、中地村から東方に約30町の山中に堂を建てて安置したものと伝わる。
その後、火災に遭い、堂から引き出すために肩の部分を削り落としたため、肩幅が狭くなっている他、再度の火災に備えて、木車の上に乗っている。
明るい時間であれば窓から姿を見ることができるが、近くで見学するには事前の問い合わせが必要。

## 寺院周辺
- 三代の一里塚 - 付近では珍しい原型を留めた一里塚北緯37度22分59秒 東経140度06分50秒
- 千手院 - 鎌倉時代作とみられる県指定重要有形文化財の千手観音像を安置、通常7月17日の例大祭や毎月17日の公開日などに公開北緯37度23分35秒 東経140度04分38秒
- 洞泉寺 - 盗まれても元の場所に戻る伝説がある「日本一観音様」を安置、毎年8月17日開帳、レプリカは常時見学可能北緯37度24分38秒 東経140度07分24秒
- 舟津川 - 舟津橋から下流の桜並木で知られる他、河口付近にはキャンプや湖水浴などが可能な舟津公園あり北緯37度24分58.5秒 東経140度07分21.5秒
- 清水川の梅花藻 - 6月から8月にかけて梅花藻の花を楽しめる北緯37度23分41秒 東経140度08分8秒

## 交通アクセス
- バス
磐越西線上戸駅から会津バス勝田内=上戸（駅）=磐梯熱海駅線に乗車し（約22分）「中野三森別」下車徒歩3分
- 自動車
東北自動車道郡山南ICより県道6号郡山湖南線経由で約25分